# Acianthera heliconioides
Acianthera heliconioides é uma espécie de orquídea (Orchidaceae) que existe na Bolívia, antigamente subordinada ao gênero Pleurothallis.

## Publicação e sinônimos
- Acianthera heliconioides (Luer & R.Vásquez) Pridgeon & M.W.Chase, Lindleyana 16: 244 (2001).

Sinônimos homotípicos:
- Pleurothallis heliconioides Luer & R.Vásquez, Phytologia 46: 366 (1980).